# الباتروس- إل 79
الباتروس- إل 79 (بالإنجليزية: Albatros L 79)‏ هي طائرة استعراضات جوية، ذات سطحين وبمقعد واحد. أنتجت في ألمانيا. من صناعة الباتروس للطائرات. كان أول طيران لها في 1929.